# Atari MindLink

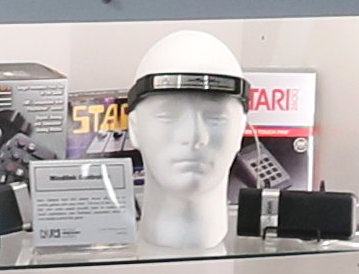
Un Atari Mindlink, photographié lors de l'événement d'ouverture du National Videogame Museum à Frisco.

L'Atari MindLink est un contrôleur de jeu vidéo prototype pour l'Atari 2600, conçu par Atari Inc. et dont la sortie était prévue en 1984, mais qui n'a jamais été commercialisé,,. Le Mindlink était un concept unique qui permettait, de par sa forme en bandeau serre-tête, de contrôler le jeu en mesurant la tension du signal neuro-musculaire sur le front du joueur. Les mouvements du front du joueur sont repérés par des capteurs infrarouges et transformés dans le jeu en mouvements,,
Les jeux qui peuvent utiliser cette technique sont similaires à ceux utilisant un paddle. Trois jeux compatibles MindLink étaient en développement lors de l'annulation du développement du contrôleur de jeu : Bionic Breakthrough, Telepathy, et Mind Maze. Bionic Breakthrough est un simple clone de Breakout contrôlé avec le MindLink. Mind Maze utilise le MindLink pour simuler la perception extrasensorielle et prétendre prédire quelle carte est affichée dans le jeu. Aucun de ces jeux n'a été commercialisé.
Les tests ont révélé que les joueurs se plaignaient fréquemment de maux de tête à force de froncer les sourcils pour contrôler le jeu.